# Gnaius Domitius Ahenobarbus (consul in 96 v.Chr.)
Gnaius Domitius Ahenobarbus was de oudste zoon van Gnaius Domitius Ahenobarbus (consul in 122 v.Chr.). Tijdens zijn ambtstermijn als tribunus plebis (104 v.Chr.) kwam hij in conflict met het college van pontifices. Het college weigerde hem namelijk aan te stellen als opvolger van zijn vader als pontifex. Ahenobarbus reageerde hierop met de lex Domitia Sacerdotiis. Deze wet ontnam het college het recht om pontifices aan te stellen en gaf het in plaats daarvan aan de burgers van Rome. Kort hierop werd Ahenobarbus alsnog door het volk verkozen tot pontifex. Als onschendbaar volkstribuun klaagde hij Marcus Aemilius Scaurus (pontifex maximus en consul van het jaar 115 v.Chr.) en Marcus Iunius Silanus (consul van het jaar 109 v.Chr.) aan wegens maiestas. In 96 v.Chr. werd hij samen met Gaius Cassius Longinus aangesteld als consul. In 92 v. Christus werd hij tevens aangesteld als censor, maar zijn ambtstermijn werd gekenmerkt door verscheidene conflicten met zijn collega Lucius Licinius Crassus.
Gnaius Domitius Ahenobarbus had twee zonen, L. Domitius Ahenobarbus en Gn. Domitius Ahenobarbus.

## Voetnoten
1. ↑  Livius, Epitoma, 67; Cicero, Oratio pro Rege Deiotaro, 11.
2. ↑  Cicero, Oratio Divinatio in Q. Caecilium, 20; Orationes Verrinae, II, 47; Oratio pro M. Scauro, 1.